# Alex Smith (futbolista)
Alex Smith   (Darvel, 7 de novembre de 1876 - Darvel, 12 de novembre de 1954) fou un futbolista escocès de la dècada de 1900.
Fou 20 cops internacional amb la selecció d'Escòcia i amb la selecció de la lliga escocesa. Pel que fa a clubs, defensà els colors de Rangers FC.